# داوینچی (ماموریت فضایی)
داوینچی ( بررسی گازهای نجیب در عمق اتمسفر زهره ) ماموریتی برنامه‌ریزی شده برای مدارگرد و کاوشگر جوی به سیاره زهره است. این ماموریت همراه با مأموریت  وریتاس در ۲ ژوئن ۲۰۲۱ توسط ناسا به عنوان بخشی از برنامه دیسکاوری  برای مطالعه زهره انتخاب شده است.   
داوینچی هم مدارگرد و هم کاوشگری فرودی را به زهره خواهد فرستاد.  مدارگرد زهره را در طول موج های متعدد از بالا تصویر برداری می‌کند، کاوشگر فرود نیز ترکیب شیمیایی جو زهره را مطالعه کرده و در حین فرود عکس می گیرد.   کاوشگر داوینچی در جو زهره سفر کرده و ضمن نمونه برداری از جو، اندازه گیری ها را به سطح باز می‌گرداند. این اندازه‌گیری‌ها برای درک منشأ جو، چگونگی تکامل آن، و چگونگی و چرایی تفاوت آن با جو زمین و مریخ مهم هستند. اندازه‌گیری‌های انجام‌شده توسط داویچنی ، تاریخچه احتمالی آب در زهره و فرآیندهای شیمیایی در حال انجام در اتمسفر ناشناخته پایین‌تر را بررسی می‌کند. کاوشگر داوینچی قبل از رسیدن به سطح، تصاویری با وضوح بالا را از زمین‌‎های دندانه‌دار سیاره (" تسرا ") گرفته و اولین تصاویر از سطح سیاره را پس از فرودگر ونرا 14 شوروی در سال 1982 برمی‌گرداند. همچنین داده هایی را برای مطالعه منشا سیاره و تاریخچه زمین‌ساختی و هواشناسی آن جمع آوری خواهد کرد.

## همچنین ببینید
- ونرا ، مجموعه‌ای از کاوشگرها و سطح‌نشین‌های شوروی

## لینک های خارجی
- وب سایت ماموریت